# Herren von Falkenstein (Höllental)

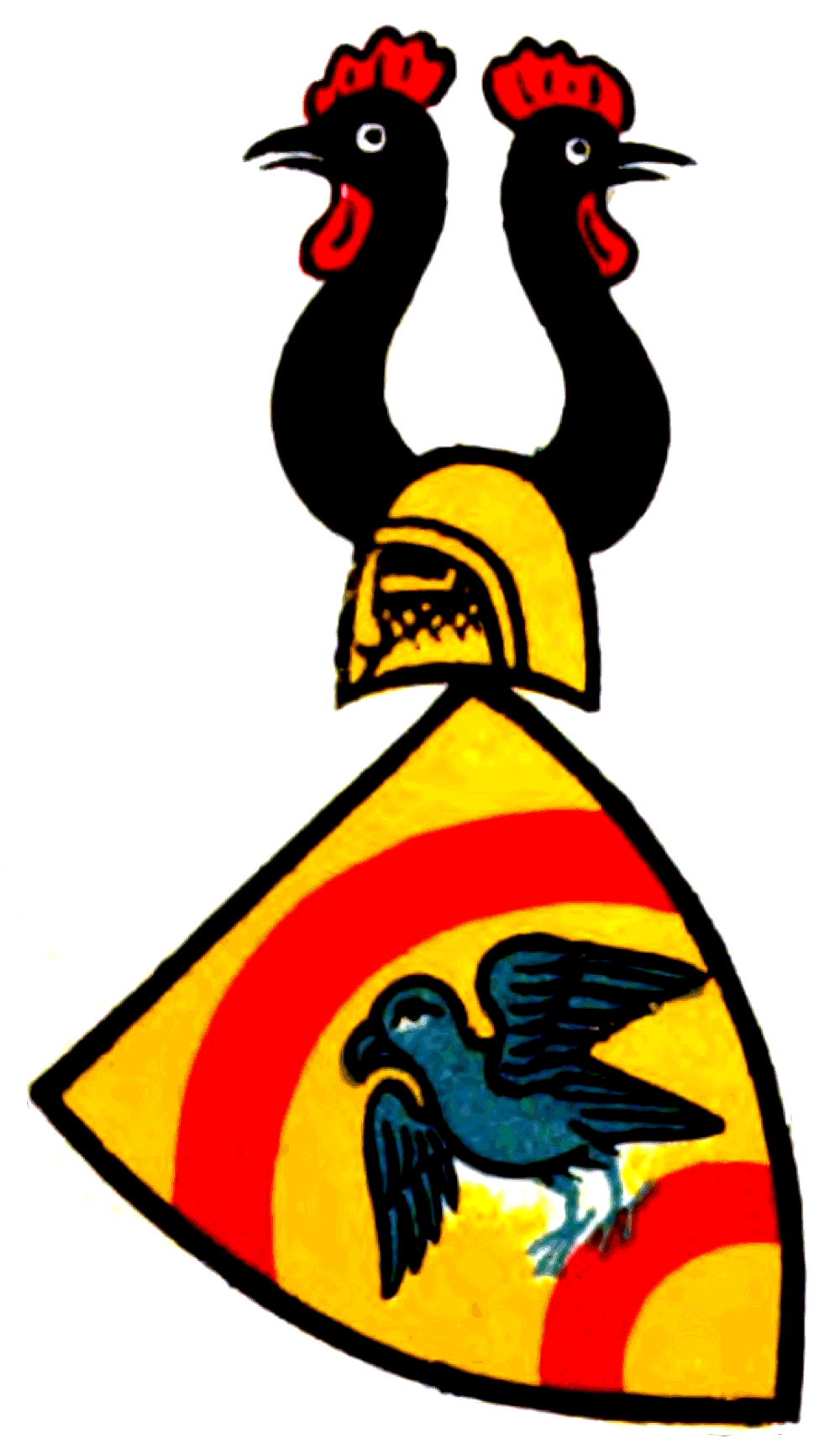
Wappen der Herren von Falkenstein in der Zürcher Wappenrolle

Die Herren von Falkenstein im Höllental, so genannt schon in Julius Kindler von Knoblochs Oberbadischem Geschlechterbuch von 1898 bis 1919, hatten ihren Hauptsitz auf der Burg Falkenstein auf einem steilen Bergsporn am Übergang des engen Höllentals ins weite Dreisamtal. Den Namen Falkenstein trugen zahlreiche Adelsfamilien; Kindler von Knobloch zählt sechs allein im oberbadischen Gebiet: „im Höllenthale“, „auf dem Schwarzwalde“, „zu Rimsingen“, „am Bodensee“, „im Buchsgau“, „im Wasgau“.

## Geschichte

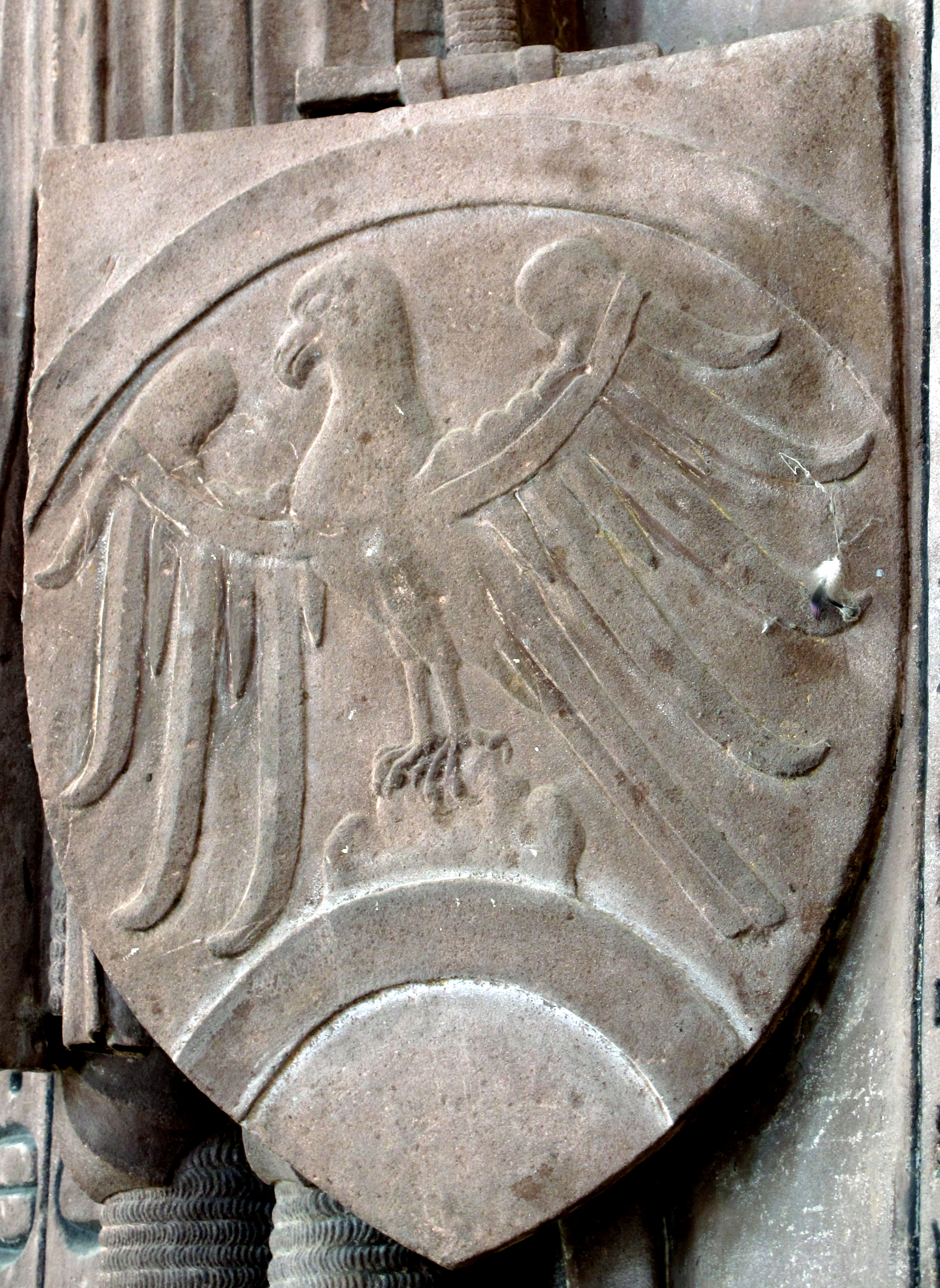
Wappen am Grabmal Kunos von Falkenstein in St. Gallus (Kirchzarten)

Die nach ihrer Burg über dem Höllental benannten Falkensteiner waren eng verwandt mit – stammten wahrscheinlich von – den Herren von Weiler, die ihr Zentrum in einem Vorgängerbau des heutigen Schlosses Weiler in Stegen an der Einmündung des Wittentals und des Eschbachtals ins Dreisamtal hatten. Sieht man von nicht datierbaren Notizen im Rotulus Sanpetrinus ab, einem im 12. und 13. Jahrhundert entstandenen Güterverzeichnis des Klosters St. Peter auf dem Schwarzwald, dann nannte sich ein Reinhard von Weiler 1152 erstmals nach seiner neuen Burg Reinhard „von Falkenstein“. Wie die Herren von Weiler waren die Falkensteiner Ministerialen der Herzöge von Zähringen. Der erwähnte Reinhard wird dementsprechend „de domo ducis“ genannt, „aus dem Gefolge des Herzogs“. Die Herren von Weiler hatten die Zähringer schon bei der Auswahl des Platzes für deren Hauskloster St. Peter auf dem Schwarzwald beraten, geweiht 1093. Sie und die Falkensteiner unterstützten die Zähringer dann gegen die Grafen von Haigerloch, zu deren Besitz die östlich von Stegen gelegene Burg Wiesneck und die Vogtei über das vor 1121 gegründete Kloster St. Märgen gehörten.
„Wir können vermuten, daß die Zähringer bei ihrer Erschließung des Schwarzwaldes den Falkensteinern die Aufgabe übertragen haben, im Bereich des Zartenbaches (heute Rotbach, Höllenbach) zu roden. Diese erreichten 1148 die ‚untere Steige‘, das Tal bei Höllsteig, und errichteten dort die St. Oswaldkapelle.“ Auf seinem Höhepunkt umfasste das Falkensteiner Gebiet abgesehen von Streubesitz das Dreisamtal von der Mündung des Krummbachs aufwärts und den Einzugsbereich des Rotbachs bis zum Titisee, von dort nordwärts bis zum Thurner und südwärts bis zum Feldberg, das Dorf Zastler einschließend. Außer der Burg Falkenstein hatten sie etwa 500 Meter nordwestlich eine weitere, jüngere Burg, deren Rest „Ruine Bubenstein“ (auch „Neu-Falkenstein“) genannt wird, Burg Falkenbühl bei Stegen, Schloss Birkenreute (Bickenreute) bei Kirchzarten sowie den Dinghof von Kirchzarten, wo sie als Vögte und Lehnsträger des Klosters St. Gallen und ab 1297 der Johanniterkommende Freiburg amtierten.
Außer dem genannten Reinhard sind folgende Angehörige der Familie von Bedeutung:

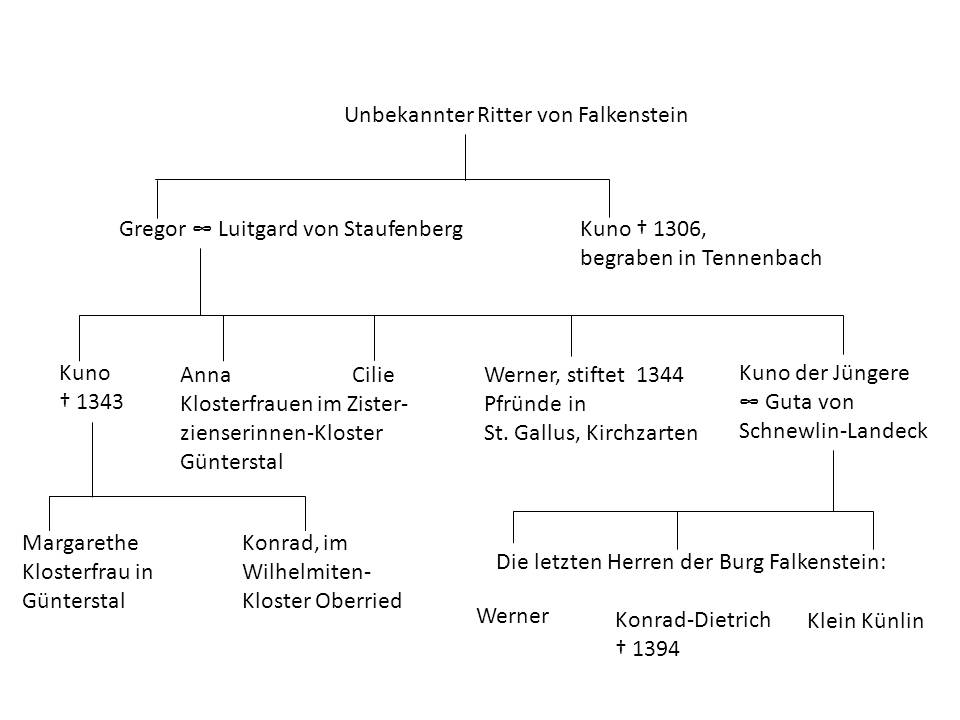
Auszug aus der Stammtafel der Herren von Falkenstein im Höllental.

- Jakob von Falkenstein († 1298), dem die Kommende des Johanniterordens in Freiburg im Breisgau, als diese 1297 dem Kloster St. Gallen das Patronat der Kirchzartener Pfarrkirche St. Gallus abkaufte, die Vogtei und das Lehen bestätigte. Nach seinem Tod ging das Lehen an die verwandte Linie des Gregor von Falkenstein über.[10]

- Gregor von Falkenstein († 1331) war mit Liutgart von Stauffenberg verheiratet.[11] Für ihn wurde 1287 der älteste Pergamentkodex des Schwabenspiegels geschrieben. Für seinen 1306 im Kloster Tennenbach bestatteten Bruder Kuno stiftete er eine jährliche Totenmesse.

- Kuno von Falkenstein († 1343), Sohn Gregors, erwarb 1320 käuflich, was sein Vater zu Lehen hatte, nämlich die hohe Gerichtsbarkeit über Kirchzarten mitsamt Grund und Boden, Wildbann und Leibeigenen, „mit allen den gewerne und gewohnheiten, als wir siu har hant braht“ – mit allem Besitz, wie wir ihn bisher gehabt haben. Kuno wurde in der Pfarrkirche St. Gallus bestattet, wo sein Grabmal erhalten ist. Die Überlieferung hat ihn zum Kreuzritter gemacht. „Dem Forscher wird er als Herr über Kirchzarten durch verschiedene Urkunden bekannt, und vielfach zeigen sich Beziehungen seiner nächsten Angehörigen zu unserem Ort. Jedem Kind aber ist Ritter Kuno von Falkenstein vertraut, weil sich die verklärende Sage um seine Person gerankt hat.“[12] Ein Sohn wurde Prior im Wilhelmiten-Kloster Oberried, eine Tochter trat ins Zisterzienserinnen-Kloster Günterstal ein.

- Um 1350 erwarb Hans von Falkenstein von Hans von Hohenfürst (Hochfirst) den unteren Teil der Bruderhalde im Bärental.[13]

- Kuno der Jüngere, der jüngste Bruder des vorigen, heiratete in zweiter Ehe eine Schnewlin von Landeck, deren Familie später das Erbe der Falkensteiner antrat.

- Günse von Todnau, die Witwe des Edelknechts Hildebrand von Falkenstein, erscheint in einer Urkunde vom 16. Dezember 1383 gemeinsam mit ihren Söhnen, den Edelknechten Hamman und Thomans und ihrer Tochter Grete. Hamann scheint den Namen seiner Mutter angenommen zu haben. Als Hamman von Todtnau wird er in einer Kaufurkunde vom 1. Juni 1384 genannt.[14]

- Werner, Konrad-Dietrich und Klein Künlin, drei Söhne dieser Ehe, wurden 1390 beim Hofgericht Rottweil der Wegelagerei angeklagt. Ihre Burg wurde 1389 zerstört. Ob sie sich wirklich als Raubritter schuldig gemacht hatten, ist unklar. Es war die Zeit der Städtebünde, die in harter Fehde gegen die Fürsten antraten. Jedenfalls berichten die Freiburger „unsern sundern guoten fründen, den meistern, schultheissen und räten dirre nachgeschriben stetten, Straßburg, Basel, Colmar, Sletzat, Rinfelden, Baden, Waldshut und Brugg, ... als ir wissent umb den krieg, den die herren und die stette des bundes wider einander gehebt hant, da wissent, daz Wernher von Valkenstein, her Cuonen von Valkenstein seligen eins ritters sun, sich desselben krieges wider die stätt annam von der edlen herren wegen, der von Wirtenberg, der diener er was, als er sprach. Und darumb do besatzte derselb Wernher mit der vesty Valkenstein, daran er doch gar einen kleinen teil hat, das niemant die straße noch das tal für dieselbe vesty Valkenstein uf noch abe gewandelen mocht, er oder die sinen wöltent wissen, wer er were, und wenne er die begreiff, die zuo den stetten des bundes gehörtent, so schatzte er sü, als in semlichen kriegen gewonlich ist. ... Und zugent ouch wir uf denselben sant Nyclaus abent für dieselb vesty, und n(h)otten gewunnent sü bi derselben tagzitt mit hilff des almechtigen gottes, und brantent, wustent und straffetent sü, morndes uf sant Nyclaus tag in solicher masse, das wir getruwent, das es got loblich und allen fromen lüten, die diese straße wandelent, trostlich und nutzlich sie.“[15] Konrad-Dietrich und Klein Künlin wurden gefangengesetzt, kamen aber 1390 gegen einen Urfehde-Schwur wieder frei. Alle drei Falkensteiner gingen ohne nachhaltigen Schaden aus der Fehde hervor.

Werner, Konrad-Dietrich und Klein Künlin waren die letzten Herren der Burg, die Ruine blieb. Der Grundbesitz der Falkensteiner ging allmählich in andere Hände über, insbesondere an städtische Patrizier wie die Schnewlin von Landeck. Die Falkensteiner bewohnten aber weiter Häuser in Freiburg und bekleideten dort oft führende Stellungen. „In solcher Eigenschaft entschieden sie dann in den neueren Jahrhunderten auch über das inzwischen als Talvogtei der Stadt unterstellte Kirchzartener Tal und seine Bauern, über die einst ihre ritterlichen Vorfahren von den dortigen Burgen aus geherrscht hatten.“

## Wappen
In Gold zwei rote Querbogen, auf deren unterem ein auffliegender blauer Falke steht.